# Grados monacales en la Iglesia ortodoxa
Los grados de monacato en la Iglesia ortodoxa y católica oriental se refieren a las etapas por las que pasa un monje o una monja ortodoxa en su vocación religiosa.
En la Iglesia Ortodoxa, el proceso de convertirse en monje o monja es intencionalmente lento, en tanto se considera que tomar los votos monásticos implica un compromiso de por vida con Dios y no deben tomarse a la ligera. Una vez que alguien completa el noviciado, debe completar tres grados o pasos en el proceso de preparación antes de que pueda obtener el hábito monástico.

## Monacato ortodoxo
A diferencia del cristianismo occidental, en el que surgieron diferentes órdenes y sociedades religiosas, cada una con sus propios ritos de profesión, la Iglesia ortodoxa tiene un solo tipo de monacato. La profesión de los monásticos es conocida como tonsura (en referencia al corte ritual del cabello del monástico que tiene lugar durante el rito) que, en alguna época, se consideró un Misterio Sagrado (sacramento). El Rito de la Tonsura aparece impreso en el Eucologio (en eslavo eclesiástico: Trebnik), al igual que los demás Misterios Sagrados y ritos realizados según la necesidad, como funerales, bendiciones y exorcismos.
El hábito monástico es el mismo en toda la Iglesia ortodoxa (con ligeras variaciones regionales), y es el mismo tanto para monjes como para monjas. A cada grado sucesivo se le da una parte del hábito, de manera que el hábito completo solo lo usan quienes han alcanzado el grado más alto, conocido por tal razón como el «Gran Esquema» o «Gran Hábito». Una persona puede ingresar a cualquier monasterio de su elección, pero una vez aceptado por el abad (o abadesa) y tomar los votos, no se permite moverse de un lugar a otro sin la bendición del superior eclesiástico. Esto satisface el principio de «estabilidad de lugar», importante para el monacato.
Uno se convierte en monje o monja al ser tonsurado, un rito que solo puede celebrar un sacerdote. Típicamente, es un abad quien lo hace. El sacerdote que tonsura a un monje o monja debe estar tonsurado en el mismo grado de monacato o uno superior al que se está tonsurando a otro. En otras palabras, solo un hieromonje que haya sido tonsurado al Gran Esquema puede tonsurar a un Esquemamonje (o monje de esquema). Un obispo, sin embargo, puede tonsurar a cualquier rango, independientemente del suyo propio. En raras ocasiones, los obispos permiten que un sacerdote tonsure a un monje o monja a cualquier rango.
Los monjes ortodoxos son llamados «Padre», al igual que los sacerdotes y diáconos en la Iglesia ortodoxa. Cuando conversan entre ellos, es posible que en algunos lugares los monjes se dirijan unos a otros como «hermano». A los novicios se les suele llamar «hermano», aunque en algunos lugares, por ejemplo, en el Monte Athos, los novicios son llamados «padre». Entre los griegos, los monjes ancianos a menudo son llamados Gheronda, o «Anciano», por respeto a su dedicación. En la tradición eslava, el título de Anciano (en eslavo eclesiástico: старецъ, Stárets) normalmente se reserva para aquellos que llevan una vida espiritual avanzada y que sirven como guías para los demás.
Las monjas que han sido tonsuradas al rango de Stavrophore o superior son llamadas «Madre», mientras que a las novicias y rasóforas se les llama «hermanas». Las monjas llevan vidas ascéticas idénticas a las de sus contrapartes masculinas y, por lo tanto, también son llamadas monachai (el plural femenino de monachos). Sus comunidades reciben de igual manera el nombre de monasterio.
Los monjes que han sido ordenados al sacerdocio reciben el nombre de hieromonjes (sacerdotes-monjes); los que han sido ordenados al diaconado son llamados hierodiáconos (diáconos-monjes). Un «monje de esquema» (o esquemamonje) que es sacerdote es llamado «hieromonje de esquema». La mayoría de monjes no están ordenados; normalmente las comunidades solo presentan al obispo tantos candidatos para la ordenación como sean requeridos por las necesidades litúrgicas de la comunidad. Los cánones sagrados de la Iglesia ortodoxa exigen que los obispos sean elegidos entre el clero monástico, que son célibes.
En la actualidad, los más importantes centros del monasticismo ortodoxo son el Monasterio de Santa Catalina del Monte Sinaí, en la península del Sinaí (Egipto), los de Meteora en Tesalia en Grecia, el Monte Athos en la Macedonia griega, el monasterio de Mar Saba en la Gobernación de Belén en Cisjordania, y el Monasterio de San Juan el Teólogo en la isla de Patmos en Grecia.[cita requerida]

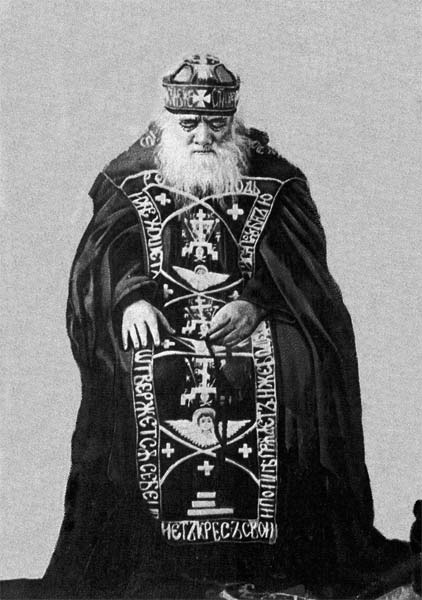
San Jonás de Kiev (1802-1902), un santo ortodoxo ucraniano que lleva los analavos, que representan la orden del Gran Esquema, el grado monástico más alto.

## Grados

### Noviciado
Quienes desean unirse a un monasterio comienzan sus vidas como novicios o novicias (en griego: δόκιμος, dókimos; en eslavo eclesiástico: послушникъ, poslushnik), lit. «uno bajo obediencia»). Una vez la candidata o candidato llega al monasterio y vive como invitado por no menos de tres días, el abad o abadesa puede bendecir al candidato para que se convierta en novicio o novicia. No se hace una ceremonia formal para el revestimiento de hábitos de un novicio o novicia; simplemente reciben permiso para usar los hábitos de un novicio. En la tradición monástica oriental, los novicios pueden o no llevar una sotana interior negra (en griego: 'Αντερίον' o 'Εσώρασον', romanizado: anterion o esorason; en eslavo eclesiástico: Podriasnik) y usar un tocado monástico suave (en griego: Skoufos; en eslavo eclesiástico: Skufia), según la tradición de la comunidad local y de acuerdo con las directrices del abad. En algunas comunidades, los novicios también llevan el cinturón de cuero. A los monjes se les da un cordón de oración y se les instruye en el uso de la Oración de Jesús.
Si un novicio o novicia decide marcharse durante el período del noviciado, no incurre en penalización alguna. También es posible que se le pida que abandone el monasterio en cualquier momento si su comportamiento no se ajusta a la vida monástica, o si el superior discierne que la persona no está llamada al monaquismo. Cuando el abad o abadesa considera que el novicio está listo, se le pregunta si desea unirse al monasterio. Algunos novicios y novicias, por humildad, optan por mantenerse como novicios toda su vida. Solo se puede entrar a cada etapa de la vida monástica voluntariamente.

### Rasóforo
Si el novicio o novicia prosigue en el camino a convertirse en monje o monja, se lo viste con el primer grado de monacato en un rito en el que recibe la tonsura y es llamado Rasóforo (en griego: ῥασοφόρος, rasoforos; en eslavo eclesiástico: рясофоръ, ryasofor; lit. «el que lleva túnica o sotana». Aunque no se hacen votos formales a este punto, normalmente se requiere que el candidato o candidata afirme su compromiso de perseverar en la vida monástica. El abad realiza la tonsura, cortando una pequeña cantidad de cabello de cuatro puntos de la cabeza, formando una cruz. Los novicios reciben la sotana exterior (en griego: ράσον, Rasson, Exorasson o Mandorrason; en eslavo eclesiástico: рясса, Riassa), una túnica exterior de mangas anchas, de la que se deriva el nombre de rasóforo. También reciben un kalimavkion, un tocado cilíndrico sin ala, que se cubre con un velo llamado epanokalimavkion. (Estos dos elementos van separados en la tradición griega. En la tradición rusa, los dos van unidos y se denominan colectivamente klobuk.) Si los novicios no lo han recibido previamente, se les ata un cinturón de cuero a la cintura. Su hábito suele ser negro, lo que tiene el significado de que ahora están muertos para el mundo, y reciben un nuevo nombre.
Si bien los rasóforos no hacen votos formales, están obligados moralmente a continuar en el estado monacal por el resto de su vida. Algunos seguirán siendo rasóforos de manera permanente sin avanzar a los grados superiores.

### Estavroforo
El siguiente nivel para los monásticos orientales tiene lugar algunos años después de la primera tonsura, cuando el abad siente que el monje ha alcanzado un nivel apropiado de disciplina, dedicación y humildad. Se le denomina estavroforo (en griego: σταυρoφόρος, stavroforos; en eslavo eclesiástico: крестоносецъ, krestonosets; lit. «el que lleva la cruz»).:Este grado también es conocido como el Pequeño Esquema o el Esquema Menor, y se considera como un «compromiso matrimonial» al Gran Esquema. En esta etapa, la monja o el monje hace votos formales de estabilidad de lugar, castidad, obediencia y pobreza.
Luego recibe la tonsura y es revestido con el hábito, que además del usado por el rasóforo, incluye la paramandyas (en griego: παραμανδυας; en eslavo eclesiástico: параманъ, paraman), una pieza de tela cuadrada que se lleva en la espalda, bordada con los instrumentos. de la Pasión de Cristo, y unido por lazos a una cruz de madera que se lleva sobre el corazón. La paramandyas representa el yugo de Cristo. Es debido a esta adición, que ahora son llamados Estavroforo, o portador de la cruz. También reciben una cruz de mano (o «cruz de profesión»), hecha de madera, que debe guardar en su rincón de iconos, así como una vela de cera de abejas, símbolo de la vigilancia monástica y el autosacrificio por Dios. A su muerte, los monjes son enterrados sosteniendo la cruz y la vela es quemada en su funeral. En la práctica eslava, el estavroforo también viste el manto monástico, que simboliza los 40 días del ayuno del Señor en la Montaña de la Tentación. El rasson que llevan los estavroforos es más amplio que el que llevan los rasóforos.
Tras la ceremonia, el estavroforo recién tonsurado se mantiene en vigilia en el templo durante cinco días, absteniéndose de todo trabajo, excepto las lecturas espirituales. A principios del siglo XXI, esta vigilia es reducida a menudo a tres días. El abad aumenta la regla de oración del monje estavroforo, permite una práctica ascética personal más estricta y le da al monje mayor responsabilidad.

### Gran Esquema

El Gran Esquema que visten los monjes y monjas ortodoxos del grado más avanzado.

Los monjes y monjas cuyos abades sienten que han alcanzado un alto nivel de excelencia espiritual alcanzan la etapa final, llamada Gran Esquema (en griego: μεγαλόσχημος, megalosquimos; en eslavo eclesiástico: Схима, Schima). La tonsura de un monje de esquema (esquemamonje) o monja de esquema (esquemamonja) sigue el mismo formato que la del estavroforo, y hace los mismos votos, y es tonsurado de la misma manera. Además de todas las prendas que lleva el estavroforo, al llegar a este grado se les entregan los analavos (en eslavo eclesiástico: analav), que son el artículo de la vestidura monástica emblemática del Gran Esquema. Los propios analavos a veces son llamados el «Gran Esquema». Caen sobre los hombros y cuelgan por delante y por detrás, siendo la parte delantera algo más larga, y van bordados con los instrumentos de la Pasión y el Trisagio.
La forma griega no lleva capucha, pero la forma eslava sí, además de orejeras sobre los hombros, de manera que la prenda forma una gran cruz que cubre los hombros, pecho y espalda del monje. Otra pieza que se añade es el Polystavrion (Πολυσταύριον, «Muchas cruces»), que consiste en un cordón en el que se trenzan varias cruces pequeñas. El polystavrion forma un yugo alrededor del monje y sirve para mantener los analavos en su sitio. Le recuerda asimismo al monástico que está ligado a Cristo y que sus brazos ya no sirven para actividades mundanas, sino que debe trabajar únicamente por el Reino de los Cielos. Entre los griegos, el manto se añade en esta etapa. La paramandyas del Gran Esquema es más grande que la del Estavroforo. Si el monje usa el klobuk, éste es de una forma distintiva de dedal, llamada koukoulion, cuyo velo suele ir bordado con cruces.
El monje de esquema permanece algunos días en vigilia en la iglesia. Al octavo día tras la tonsura se celebra un rito especial para la «Remoción del Koukoulion».
En algunas tradiciones monásticas, el Gran Esquema nunca se concede, o se les concede a monjes y monjas solo en su lecho de muerte. En otras tradiciones, por ejemplo, los monasterios cenobíticos del Monte Athos, es común tonsurar a un monástico en el Gran Esquema tres años después de que el candidato haya comenzado la vida monástica.
En Rusia y algunas otras tradiciones, cuando alguien que lleva algún título monástico adquiere el Gran Esquema, su título incorpora la palabra «esquema». Por ejemplo, un hieromonje de Gran Esquema es llamado hieromonje de esquema, el archimandrita se convierte en archimandrita de esquema, el higúmeno - higúmeno de esquema, etc. En la tradición ortodoxa rusa, en tales casos, la parte «esquema» se trunca comúnmente a «схи» (esque) y, en consecuencia, los títulos se escriben схимонах (esquemonaj), иеросхимонах (ieroesquemonaj), схиархимандрит (esquearchimandrit) y схимен (esqueigumen).

#### Simbolismo sobre los Analavos
Se usan comúnmente símbolos repetidos en los analavos, la prenda distintiva que usan los monjes que han alcanzado el Gran Esquema para hacer referencia a imágenes religiosas, historias bíblicas, lecciones y devoción a Cristo. Entre tales símbolos se encuentran un gallo que representa la negación de Pedro. Un pilar que representa la columna a la que Poncio Pilato ató a Cristo, una corona de flores que representa la corona de espinas, el poste superior y la viga transversal que representan el patíbulo. Cuatro clavos en representación de los clavos de la cruz. Una calavera y huesos cruzados representando el Adamah, o regreso a la tierra a la muerte de Adán y toda la humanidad. La placa representa las iniciales Jesús, Rey de los judíos. Una caña que representa a la Santa Esponja, la Lanza sagrada. Escaleras y tenazas bajo la base que representan a José de Arimatea bajando el cuerpo de Cristo de la cruz. El objeto central es usualmente la cruz de Cristo.

## Grados monásticos ortodoxos coptos
En la Iglesia copta ortodoxa, hay únicamente dos grados de monjes profesos, correspondientes a los de rasóforo (combinado con el de estavroforo), y de Gran Esquema (sin que hay uno equivalente al estado separado de estavroforo en la tradición copta).
Los dos ritos de rasóforo y estavroforo se sirven uno inmediatamente tras el otro, como un único rito. En el siglo XXI, no suelen separárseles por varios años entre la obtención de cada uno. Cuando los dos ritos es separado, las partes del hábito que se dieron en el rito previo no se dan por segunda vez en el segundo rito.
El Gran Esquema está hecho de un cordón de cuero con un diseño trenzado y tiene entre cinco y siete cruces pequeñas a lo largo de su extensión. Se viste en forma de cruz alrededor del cuello, cayendo hacia abajo en forma cruzada al frente y en la espalda. Usualmente se le otorga a obispos en el momento de su consagración episcopal o poco después. Asimismo, suele concedérsele a un monje que ha alcanzado un alto nivel de ascetismo o que ha vivido como ermitaño. También es posible concedérselo a los monjes, hieromonjes y abades que han pasado más de 30 años en la vida monástica y han llevado vidas monásticas ejemplares.